# Bennecourt
Bennecourt là một xã thuộc tỉnh Yvelines, trong vùng Île-de-France, Pháp, có cự ly khoảng 15 km về phía tây bắc de Mantes-la-Jolie.
Người dân địa phương trong tiếng Pháp gọi là Bennecourtois.
Bennecourt nằm ở phía tây bắc Yvelines, 16 km về phía tây bắc Mantes-la-Jolie, và 57 km về phía tây bắc Versailles. Đây là một xã nông nghiệp.

## Thông tin nhân khẩu
| 1793  | 1800  | 1806  | 1821  | 1831  | 1836  | 1841  | 1846  | 1851 |
| ----- | ----- | ----- | ----- | ----- | ----- | ----- | ----- | ---- |
| 1 054 | 1 059 | 1 016 | 1 117 | 1 135 | 1 118 | 1 080 | 1 030 | 962  |

| 1856 | 1861 | 1866 | 1872 | 1876 | 1881 | 1886 | 1891 | 1896 |
| ---- | ---- | ---- | ---- | ---- | ---- | ---- | ---- | ---- |
| 900  | 860  | 846  | 815  | 729  | 771  | 749  | 746  | 688  |

| 1901 | 1906 | 1911 | 1921 | 1926 | 1931 | 1936 | 1946 | 1954 |
| ---- | ---- | ---- | ---- | ---- | ---- | ---- | ---- | ---- |
| 701  | 667  | 682  | 700  | 643  | 660  | 665  | 667  | 682  |

| 1962                                         | 1968 | 1975  | 1982  | 1990  | 1999  | - | - | - |
| -------------------------------------------- | ---- | ----- | ----- | ----- | ----- | - | - | - |
| 809                                          | 858  | 1 123 | 1 179 | 1 572 | 1 784 | - | - | - |
| Số liệu kể từ 1962 : dân số không tính trùng |      |       |       |       |       |   |   |   |

## Hành chính
| Danh sách các thị trưởng               |           |               |      |         |
| Giai đoạn                              | Giai đoạn | Tên           | Đảng | Tư cách |
| tháng 3 năm 2001                       | 2008      | Didier Dumont |      |         |
| mars 2008                              | 2014      | Didier Dumont |      |         |
| Tất cả các dữ liệu trước đây không rõ. |           |               |      |         |